# Diamond Teeth Samurai
Diamond Teeth Samurai è un singolo del rapper statunitense YoungBoy Never Broke Again pubblicato il 2 aprile 2018.

## Video musicale
Il video musicale è stato pubblicato sul canale ufficiale del rapper.

## Tracce
1. Diamond Teeth Samurai – 2:53